# Nan-an (Ťiang-si)
Nan-an (čínsky pchin-jinem Nán'ān, znaky 南安) byl územní celek na jihu provincie Ťiang-si s centrem v Ta-jü existující od 10. do počátku 20. století.
Nan-an vznikl jako administrativní územní celek roku 990, kdy byly z kraje Čchien (moderní prefektura Kan-čou) vládou říše Sung vyděleny tři okresy, které pak tvořily speciální kraj Nan-an. Roku 1277 byl Nan-an, již součást říše Jüan, reorganizován z kraje ve fiskální oblast. Roku 1365 region obsadili protijüanští povstalci Ču Jüan-čanga a v Nan-anu zřídili prefekturu fu, prefektura přetrvala v říši Ming, založené Ču Jüan-čangem roku 1368, i v následující říši Čching, až do roku 1912, kdy nově vzniklá Čínská republika prefektury zrušila.
Prefektura se od roku 1365 skládala z okresů Ta-jü, Nan-kchang, Šang-jou. Roku 1517 byl ze Šang-jou vyčleněn okres Čchung-i.